# 오미연
오미연(吳美燕, 1953년 10월 3일 ~ )은 대한민국의 배우이다.

## 학력
- 배화여자고등학교 (졸업)

## 연기 활동
1973년 MBC 공채 탤런트 6기로 데뷔하였다. 1975년 인기드라마 《신부일기》에서 주관이 뚜렷한 왈가닥 여성운전사 역으로 출연하여 안방극장의 주목을 받기 시작했다. 1987년 교통사고로 중상을 입었고 피해보상을 둘러싼 소송전과 아토피와 천식, 뇌수종에 시달리게 된 자녀들, 게다가 유괴와 강도 사건까지 겪는 등 좋지 않은 일들이 자꾸 겹치자 결국 1994년 캐나다로 이민을 갔다가 이민 7년만인 2001년, 다시 한국으로 돌아와 연예계에 전격 복귀하였다.

## 드라마 출연

### MBC
- 1973년 MBC 수사드라마 《수사반장》
- 1973년 MBC 반공드라마 《113 수사본부》
- 1975년 MBC 일일연속극 《안녕》
- 1975년 MBC 청소년드라마 《제3교실》
- 1975년 MBC 일일연속극 《신부일기》 ... 여자운전사 역
- 1976년 MBC 신년특집극 《탄생》
- 1976년 MBC 어린이연속극 《엄마를 찾아서》
- 1976년 MBC 일일연속극 《들장미》
- 1976년 MBC 일일연속사극 《거상 임상옥》
- 1977년 MBC 일일연속사극 《정화》
- 1977년 MBC 일일연속극 《당신》
- 1977년 MBC 주말연속극 《왜 그러지》
- 1977년 MBC 일일연속극 《빨간 능금이 열릴때까지》
- 1978년 MBC 어린이연속극 《X 수색대》
- 1978년 MBC 일일연속극 《주인》
- 1978년 MBC 주말연속극 《도련님》
- 1978년 MBC 일일연속사극 《정부인》
- 1978년 MBC 6.25특집극 《넝쿨장미》
- 1978년 MBC 금요연속극 《막내 며느리》
- 1978년 MBC 8.15특집극 《뜨거운 손》
- 1978년 MBC 캠페인드라마 《알뜰가족》
- 1978년 MBC 주말연속극 《바람은 불어도》
- 1979년 MBC 주간단막극 《사랑의 계절》
- 1979년 MBC 어린이연속극 《거인의 숲》
- 1979년 MBC 일일연속극 《하얀 민들레》
- 1979년 MBC 특집드라마 《홀로 서는 나무》
- 1980년 MBC 신년특집극 《밭》
- 1980년 MBC 주초연속극 《백년손님》
- 1980년 MBC 6.25특집극 《아베의 가족》
- 1981년 MBC 아침드라마 《포옹》
- 1981년 MBC 특별기획드라마 《장희빈》 ... 대전 김 상궁 역
- 1981년 MBC 주간단막극 《민족풍속도》
- 1981년 MBC 주말연속극 《아빠의 수염》
- 1982년 MBC 거부실록 《남강 이승훈》
- 1982년 MBC 주말연속극 《고백》
- 1982년 MBC 일일연속극 《친구야 친구》
- 1982년 MBC 8.15특집극 《한》
- 1982년 MBC 거부실록 《이용익》
- 1982년 MBC 주말연속극 《못 잊어》
- 1983년 MBC 아침드라마 《새댁》
- 1983년 MBC 일일연속극 《간난이》
- 1984년 MBC 주간연속극 《물보라》
- 1984년 MBC 주말연속극 《사랑과 진실》
- 1985년 MBC 주간연속극 《갯마을》
- 1985년 MBC 주말연속극 《남자의 계절》 ... 준석 처 수라 역
- 1986년 MBC 일요아침드라마 《한지붕 세가족》 ... 지 여사 역
- 1987년 MBC 특집드라마 《엄마는 요술장이》
- 1987년 MBC 농촌드라마 《전원일기》 ... 양순 역
- 1987년 MBC 미니시리즈 《야호》
- 1990년 MBC 6.25특집극 《6월의 동화》
- 1990년 MBC 미니시리즈 《재미있는 세상》
- 1992년 MBC 단막극 《MBC 베스트극장 - 달하 달하》
- 1993년 MBC 단막극 《MBC 베스트극장 - 순달씨와 병구씨와 옥주양》 ... 순달 처 역
- 1994년 MBC 아침드라마 《천국의 나그네》
- 1995년 MBC 창사 34주년 특별기획드라마 《전쟁과 사랑》 ... 남천 모 역
- 1996년 MBC 미니시리즈 《1.5》 ... 장욱 모 역
- 1997년 MBC 청춘시트콤 《남자 셋 여자 셋》
- 2001년 MBC 일일연속극 《매일 그대와》 ... 고정애 역
- 2003년 MBC 일요로맨스극장 《1%의 어떤 것》 ... 염선희 역
- 2003년 MBC 소설극장 《성녀와 마녀》 ... 신 여사 역
- 2005년 MBC 소설극장 《김약국의 딸들》 ... 김 여사 역
- 2005년 MBC 주말연속극 《사랑찬가》 ... 김지애 역
- 2010년 MBC 아침드라마 《분홍 립스틱》 ... 한분녀 역
- 2011년 MBC 일일연속극 《남자를 믿었네》 ... 임 여사 역
- 2012년 MBC 아침드라마 《천사의 선택》 ... 한필녀 역
- 2012년 MBC 수목미니시리즈 《아이두 아이두》 ... 지안 모 역
- 2015년 MBC 특별기획 주말드라마 《내 딸, 금사월》 ... 김혜순 역
- 2015년 MBC 수목미니시리즈 《달콤살벌 패밀리》 ... 이춘분 역
- 2015년 MBC 일일연속극 《최고의 연인》 ... 장복남 역
- 2016년 MBC 아침드라마 《언제나 봄날》 ... 손혜자 역
- 2018년 MBC 주말 특별기획 《데릴남편 오작두》 ... 김간난 역
- 2018년 MBC 일일연속극 《용왕님 보우하사》 ... 마영인 역
- 2020년 MBC 일일연속극 《찬란한 내 인생》 ... 정영숙 역

### KBS
- 1987년 KBS2 청춘드라마 《사랑이 꽃피는 나무》
- 1990년 KBS2 미니시리즈 《그대 아직도 꿈꾸고 있는가》
- 1991년 KBS2 아침드라마 《그리고 흔들리는 배》
- 1992년 KBS2 주간드라마 《사랑마을 사람들》
- 1997년 KBS2 단막극 《KBS 드라마 스페셜 - 자매의 뜰》
- 2004년 KBS2 주말연속극 《애정의 조건》 ... 구기자 역
- 2007년 KBS2 단막극 《드라마시티 - 못생긴 당신》 ... 배덕자 역
- 2008년 KBS2 단막극 《드라마시티 - 러브헌트, 서른 빼기 셋》 ... 이경 모 역
- 2009년 KBS2 수목드라마 《미워도 다시 한 번 2009》 ... 은혜숙 역
- 2015년 KBS2 TV소설 《그래도 푸르른 날에》 ... 김민자 역

### SBS
- 1992년 SBS 아침연속극 《가을 여자》 ... 신영애 역
- 1993년 SBS 청소년드라마 《열정시대》
- 1993년 SBS 드라마스페셜 《한강 뻐꾸기》 ... 진소자 역
- 1993년 SBS 월화드라마 《결혼》 ... 용순 역
- 1996년 SBS 일일연속극 《엄마의 깃발》 ... 서종님 역
- 1998년 SBS 주간시트콤 《LA아리랑》
- 1999년 SBS 드라마스페셜 《해피투게더》
- 2002년 SBS 주말극장 《그 여자 사람잡네》 ... 주기자 역
- 2002년 SBS 아침연속극 《얼음꽃》 ... 최도경 역
- 2004년 SBS 월화드라마 《2004 인간시장》 ... 총찬 모 역
- 2005년 SBS 아침연속극 《들꽃》 ... 현옥희 역
- 2006년 SBS 금요드라마 《마이 러브》 ... 주옥희 역
- 2007년 SBS 아침연속극 《사랑하기 좋은 날》 ... 엄마 역
- 2008년 SBS 특별기획 《가문의 영광》 ... 나말순의 어머니 역 (특별출연)
- 2011년 SBS 월화드라마 《천일의 약속》 ... 고모 역
- 2013년 SBS 특별기획 《세번 결혼하는 여자》 ... 이순심 역
- 2015년 SBS 특별기획 《이혼변호사는 연애중》 ... 황금순 역 (특별출연)

### 연극 출연
- 《사랑해요 당신》

### 영화 출연
- 2018년 《당신의 부탁》 ... 명자 역
- 2009년 《푸른 강은 흘러라》 ... 지영 선생 역
- 2008년 《기다리다 미쳐》 ... 효정 모 역
- 2006년 《Mr. 로빈 꼬시기》 ... 민준 모 역
- 1996년 《맥주가 애인보다 좋은 일곱가지 이유》 ... 어머니 역
- 1989년 《서울 무지개》 ... 모델 2 역
- 1988년 《오성군 한음군》
- 1986년 《길소뜸》
- 1985년 《깊고 깊은 그곳에》
- 1984년 《형》
- 1982년 《밤을 기다리는 해바라기》
- 1981년 《빙점 81》
- 1981년 《사람의 아들》 ... 문장로 부인 역
- 1980년 《아낌없이 바쳤는데》
- 1978년 《우리에게 축배를》

### 뮤직비디오 출연
- 2007년 엠투엠 새까맣게 (feat. 유인영, 조민아)

## CF
- 1977년 신앙촌식품 시온간장
- 1977년 ~ 1980년 세신실업 (세신 스텐레스, 세신 공구, 세신 주방기기, 세신 인삼식기)
- 1979년 LG전자 금성 백조 세탁기 (Feat. 오지명)
- 1985년 경남제약 레나이
- 1986년 미원 쇠고기 맛나
- 1986년 제일약품 제일파프
- 1986년 LG전자 금성 레이디 세탁기 (Feat. 임동진)
- 1986년 LG전자 금성 빨래판 세탁기 (Feat. 최명길)
- 1986년 종근당 펜잘 (Feat. 송기윤)
- 1986년 피죤 피죤
- 1986년 롯데푸드 삼강 카스파
- 1986년 ~ 1987년 매일유업 매일분유 "맘마"
- 1987년 한국센트랄제약 헤모진 (Feat. 송기윤)
- 1987년 LG생활건강 럭키 뉴퐁 ("MBC 드라마 - 한지붕 세가족" 팀으로 출연)
- 1987년 해태제과 (고향만두, 싱싱면 <"MBC 드라마 - 한지붕 세가족" 팀으로 출연>)
- 1991년 ~ 1992년 동화약품 오스칼 (Feat. 정혜선)

## 방송
- 라디오 DBS 《다시 듣고 싶은 노래》 - 진행
- SBS 《자기야》
- KBS1 《강연 100℃》 - 출연
  - 강연주제 : 엄마라는 이름의 무게
  - 공감온도 : 96°C

## 수상
- 1975년 MBC 유망주 연기자상
- 1976년 MBC 신인연기자상
- 1977년 한국일보 신인연기자상
- 1983년 MBC 우수연기자상
- 1986년 MBC PD가 뽑은 최고연기자상